# Sarazm
Sarazm (ruski: Саразм, od tadžičke riječi sarizamin, što znači "početak svijeta") je arheološki lokalitet drevnog grada i istoimeni jamoat (tadžičke općine) u županiji Pandžakent (slika desno), pokrajina Sogdijana u sjeverozapadnom Tadžikistanu, uz samu granicu s Uzbekistanom.
Na ovom mjestu su 1976. godine otkrivena najranija ljudska naselja u dolini Zarafšan, koja datiraju u oko 3000. pr. Kr. (bakreno doba i prvo brončano doba u Srednjoj Aziji). Tada je Sarazm bio najveće metalurško središte Srednje Azije iz kojega su se izvozili proizvodi od metala (sjekire, bodeži, noževi, koplja, riblje udice i ukrasi), ali i tirkiz koji se vadio u okolici sve do Bliskog istoka i Indonezije. Ovaj "predgradski" arheološki lokalitet, površine više od 100 hektara, je "svjedočanstvo razvoja ljudskih naselja u Srednjoj Aziji od 4. do kraja 3. tisućljeća pr. Kr.", zbog čega je upisan na UNESCO-ov popis mjesta svjetske baštine u Aziji i Oceaniji 2010. godine kao jedina svjetska baština u Tadžikistanu.
Grad je osnovan oko 1500. pr. Kr. i bio je veliko središte poljoprivrede i proizvodnje bakra, o čemu svjedoči i iskopana palača s više svjetovnih i sakralnih prostorija koja se proteže na 250 m².

## Vanjske poveznice
- Znamenitosti Pendžikenta (rus.) Preuzeto 6. lipnja 2011.